# Hồ Suwa
Hồ Suwa (諏訪湖 (Tưu Phỏng hồ) Suwa-ko) là hồ nằm ở trung tâm của tỉnh Nagano, Nhật Bản. Hồ được xếp hạng thứ 24 tại Nhật Bản theo diện tích bề mặt.

## Hình ảnh

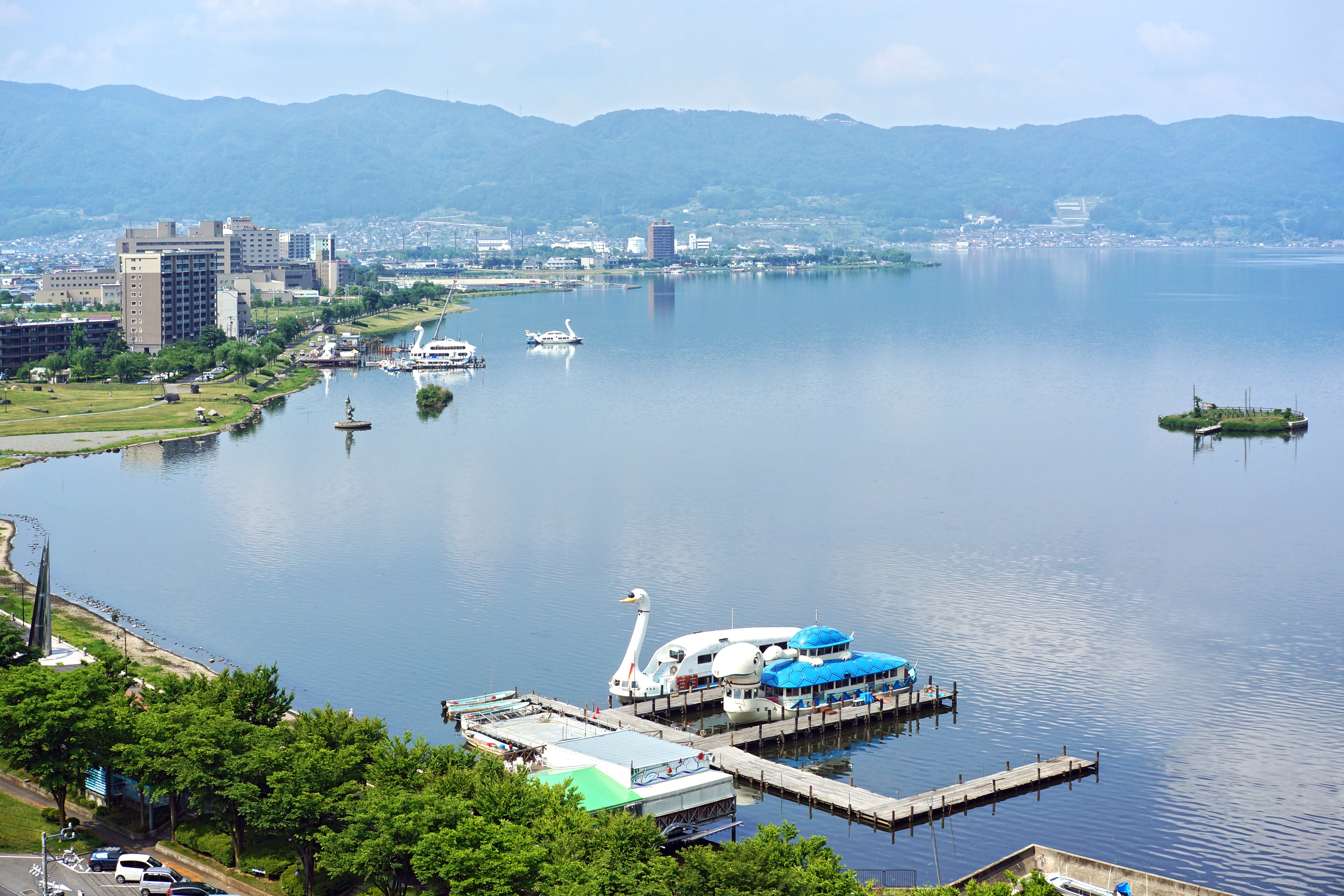
East coast
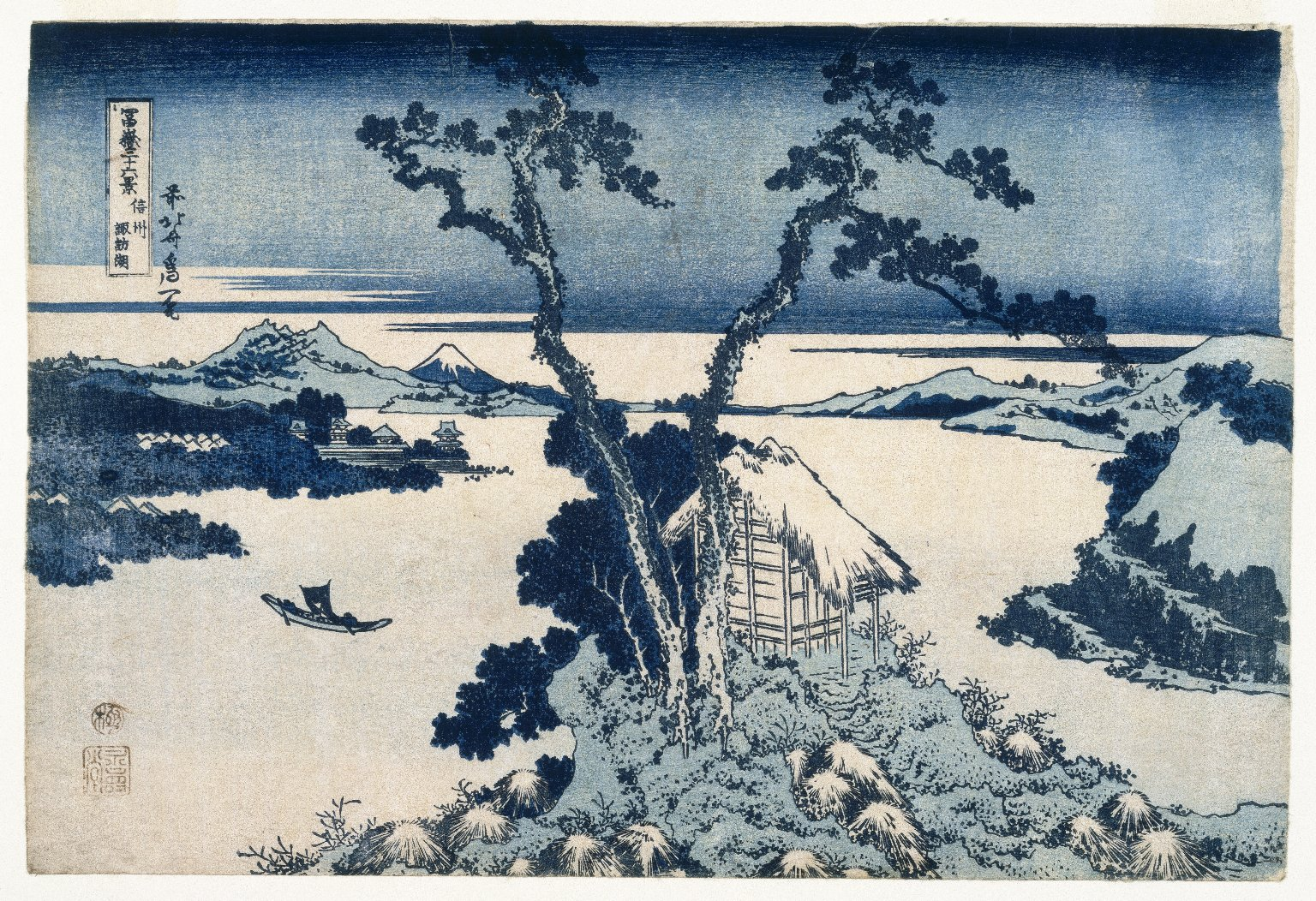
Mount Fuji viewed across the lake, when it was part of Shinano Province